# Hymenophyllum blandum
Hymenophyllum blandum är en hinnbräkenväxtart som beskrevs av Marian Raciborski. Hymenophyllum blandum ingår i släktet Hymenophyllum och familjen Hymenophyllaceae. Inga underarter finns listade.